# Адміністративний устрій Шумського району
Адміністративний устрій Шумського району — адміністративно-територіальний поділ Шумського району Тернопільської області на 1 міську, 1 сільську громади та 9 сільських рад, які об'єднують 61 населений пункт та підпорядковані Шумській районній раді. Адміністративний центр — місто Шумськ.

## Список громадШумського району
- Великодедеркальська сільська громада
- Шумська міська громада

## Список радШумського району
| № | Назва                            | Центр             | Населені пункти                           | Площа км² | Місце за площею | Населення (2001), осіб | Місце за населенням |
| - | -------------------------------- | ----------------- | ----------------------------------------- | --------- | --------------- | ---------------------- | ------------------- |
| 1 | Васьковецька сільська рада       | с. Васьківці      | с. Васьківці с. Кути с. Малі Садки        | 43,657    |                 | 1806                   | 5                   |
| 2 | Великозагайцівська сільська рада | с. Великі Загайці | с. Великі Загайці с. Малі Загайці с. Тури | 42,392    |                 | 1598                   | 6                   |
| 3 | Вілійська сільська рада          | с. Вілія          | с. Вілія с. Новосілка с. Тетильківці      | 39,913    |                 | 1345                   | 8                   |
| 4 | Людвищенська сільська рада       | с. Людвище        | с. Людвище                                | 28,231    |                 | 829                    | 18                  |
| 5 | Матвіївська сільська рада        | с. Матвіївці      | с. Матвіївці с. Гриньківці                | 27,100    |                 | 1084                   | 13                  |
| 6 | Підгаєцька сільська рада         | с. Підгайці       | с. Підгайці с. Вербиця с. Кудлаївка       | 19,433    |                 | 778                    | 19                  |
| 7 | Піщатинська сільська рада        | с. Піщатинці      | с. Піщатинці                              | 21,377    |                 | 627                    | 24                  |
| 8 | Темногаєцька сільська рада       | с. Темногайці     | с. Темногайці                             | 18,286    |                 | 617                    | 25                  |
| 9 | Цеценівська сільська рада        | с. Цеценівка      | с. Цеценівка                              | 21,189    |                 | 1094                   | 12                  |

* Примітки: м. — місто, с-ще — селище, смт — селище міського типу, с. — село